# Csővájóféreg
A csővájóféreg (Tubifex tubifex) a nyeregképzők (Clitellata) osztályának Haplotaxida rendjébe, ezen belül a láncosgiliszták (Naididae) családjába tartozó faj. Akváriumi halak táplálékaként kapható.

## Előfordulása
A csővájóféreg mindenütt gyakori.

## Megjelenése
Ennek a féregnek a testhossza 1-7 centiméter, vékony, vöröses színű gyűrűsféreg, a közönséges földigiliszta (Lumbricus terrestris) vízi rokona. Színét hemoglobintartalmú vére okozza. Teste egyenletesen gyűrűzött, az elülső testrészen övszerű dudorral (clitellum). Az egyes szelvényeken rövid, hátrafelé irányuló serték találhatók. Erre a fajra több csővájóféregfaj is hasonlít, emiatt ezeket nehezen lehet megkülönböztetni egymástól.

## Életmódja
A csővájóféreg mindenféle álló- és folyóvízben megél, akár szennyezettben is. A homokos vagy iszapos talajt kedveli, ahol tömegesen fordul elő. A kolónia tagjai iszapból kiálló, kopoltyúbelű testükkel himbálódzó férgek rózsaszínű, hullámzó szőnyegét alkotják. A csővájóféreg sokszor a nyálával kevert iszapból csövet készít, amely függőlegesen áll az aljzaton. Testének elülső végét a csőbe rejti, kiálló hátulsó testrészével pedig kígyózó mozgást végez, hogy friss, oxigénben gazdag vízhez jusson.